# 廖仲愷
廖 仲愷（りょう ちゅうがい、1877年4月23日 - 1925年8月20日）は、清末民初の革命家・政治家。中国同盟会以来の革命派人士で、中国国民党では容共左派の指導者として知られる。仲愷は字で、名は恩煦。別名に夷白。筆名に屠富、淵実。祖貫は広東省恵州府帰善県。兄は廖鳳書。妻は何香凝。子は廖夢醒、廖承志。

## 事跡

### 清末の活動
アメリカ合衆国サンフランシスコで、客家の銀行員の家庭に生まれる。1893年（光緒19年）に母を伴って帰国し、1896年（光緒23年）には香港に赴いて英語を習得した。翌1897年（光緒24年）10月に何香凝と結婚している。1902年（光緒28年）に日本へ留学し、早稲田大学経済予科を経て中央大学政治経済科に入学した。
1903年（光緒29年）9月、日本を訪問した孫文（孫中山）に廖仲愷は初対面している。翌年から孫の指示で天津において革命派の地下活動を開始し、1905年（光緒31年）9月1日、何香凝の紹介で中国同盟会に加入した。1909年（宣統元年）夏、中央大学を卒業して帰国し、清朝の法政科挙人となった。これにより、吉林巡撫陳昭常の下で翻訳（通訳）をつとめながら、密かに革命派の活動を続行する。
1911年（宣統3年）10月、武昌起義（辛亥革命）が勃発すると、廖仲愷は広東に戻って革命派陣営に加わり、広東省軍政府総参議兼理財政となる。まもなく南方政府代表として、袁世凱陣営の北方代表との南北交渉に臨んだ。

### 民国初期の活動
1913年（民国2年）3月、宋教仁が暗殺されると、廖仲愷は北京に赴いて反袁世凱活動を展開した。しかし同年の第二革命（二次革命）失敗に伴い、孫文や胡漢民と共に日本へ亡命している。翌年、東京での中華革命党結成に参加し、財政部副部長に任ぜられた。1916年（民国5年）4月、孫文とともに帰国し、反袁活動のための資金収集に奔走している。
1917年（民国6年）、廖仲愷は孫文を支援して護法運動に従事したが、翌年に護法軍政府が7総裁制に改組され、主席総裁岑春煊が実権を奪うと、孫に従って上海に逃れた。1919年（民国8年）8月、孫の指示で胡漢民・朱執信らと共に雑誌『建設』を創刊する。廖はこの雑誌で孫の三民主義を大いに宣伝している。
1921年（民国10年）、孫文が広州に戻って非常大総統となると、廖仲愷は財政部次長兼広東省財政庁長に任命される。翌1922年（民国11年）6月、陳炯明が反孫クーデターを起こした際に、廖は陳の軍により一時拘禁されてしまったが、何香凝らの支援のおかげで危地を脱し、上海で孫に合流した。
同年8月、ソビエト連邦代表アドリフ・ヨッフェが中国を訪問し、孫文と聯ソ・聯共について話し合う。翌月には、廖仲愷が孫文の委任を受けてヨッフェと共に東京を訪問し、引き続きこれらの件について協議した。1923年（民国12年）1月、「孫文・ヨッフェ共同宣言」が公表され、平等にして友好な中ソ関係の樹立について宣布されている。廖はその後もソ連との交渉を担当し、「聯ソ、聯共、扶助農工」の三大政策の確立に尽力した。
同年春に孫文は広西軍・雲南軍の協力を得て陳炯明を撃退し、広州で陸海軍大元帥となった。このとき、廖仲愷は大元帥大本営財政部長兼広東省長に任ぜられている。また、中国共産党との連携を確立するための交渉や制度準備にも取り組んだ。

### 中国国民党での活動

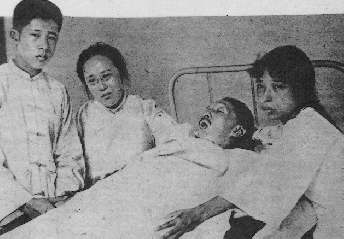
暗殺された廖。一番左が廖承志、傍にいるのが何香凝。右側に廖夢醒。

1924年（民国13年）1月、中国国民党が結成され、第1次全国大会を開催した。このとき、廖仲愷が主導してきた準備に基づき、第1次国共合作も成立している。廖は引き続き大本営財政部長をつとめた他、党中央執行委員、党常務委員、党政治委員会委員、党工人部長、党農民部長、黄埔軍官学校党代表、軍需総監、大本営秘書長などの要職を兼任している。聯ソ・聯共路線の推進に加え、黄埔軍官学校の教育制度整備、労働団体・農民団体の組織にも尽力した。
1925年（民国14年）3月、孫文が死去すると、廖仲愷は引き続き容共左派の路線をとる。また、陳炯明討伐（東征）や反乱した楊希閔・劉震寰の討伐に際しても、前線に赴いて指揮をとった。しかし次第に、国民党内の主導権をめぐる争いから、反共右派との対立が先鋭化していく。
同年8月20日、廖仲愷は広州での国民党中央常務会議に出席し、党本部の正門を出たところを、突然刺客に襲撃、暗殺された。享年49（満48歳）。この暗殺が国民党右派の差し金によることは確実とされるが、首謀者が誰かについてははっきりとしていない。結局のところ、廖の政敵にして右派実力者である胡漢民が首謀者と疑われ、一時失脚に追い込まれてしまう。それでも、胡が本当に暗殺指示をなしたかどうかは不明である。

### 家族
妻の何香凝は画家でもあり、引き続き国民党左派として活動した後、中華人民共和国で全国人民代表大会常務委員会副委員長をつとめた。娘の廖夢醒、息子の廖承志は共産党で活動し、承志は中央対外連絡部部長として高碕達之助と共に中日長期総合貿易覚書(LT貿易覚書)を取りまとめたことで知られる。

## 注
1. ↑  ちなみに、この時には兄の廖鳳書が北方代表に加わっていた。